# Nymphaea thermarum
Nymphaea thermarum là một loài thực vật thủy sinh thuộc chi Súng. Đây là loài súng nhỏ nhất thế giới, ngược lại với loài súng Amazon - Victoria amazonica. Môi trường sống của nó đã bị phá hủy, và loài này không còn được tìm thấy trong tự nhiên. Nhưng rất may, nó đã được cứu khỏi sự tuyệt chủng nhờ vào hạt giống từ Vườn bách thảo hoàng gia Kew (Anh), được trồng vào năm 2009.

## Phân loại
Nymphaea thermarum được phát hiện vào năm 1987 bởi nhà thực vật học người Đức Eberhard Fischer. Tên gọi của nó, thermarum, nhắc đến cái nóng của môi trường sống bản địa của loài này. Không có tên gọi chung cho N. thermarum, mặc dù vườn bách thảo Kew vẫn gọi nó là "súng Rwanda".

## Mô tả
Hoa của N. thermarum rất nhỏ, có màu trắng với nhị hoa màu vàng; lá súng màu xanh sáng với cuống ngắn, chỉ dài khoảng 1 cm. Đây là loài lưỡng tính tuần tự. Vào sáng sớm của ngày thứ nhất, hoa của nó sẽ nở và sẽ mang chức năng của hoa cái, chúng nhanh chóng khép lại vào gần chiều. Sang sáng thứ hai, hoa sẽ nở lại và lần này, nó sẽ mang các tế bào sinh dục đực. Sau khi nở, cuống hoa sẽ uốn cong để quả của nó có thể tiếp xúc với bùn. Lá đài có lông mảnh và to như cánh hoa. N. thermarum không tạo củ.

## Lịch sử
Môi trường sống của N. thermarum là bùn ẩm được hình thành từ các suối nước nóng ở Mashyuza, Rwanda. Nó đã tuyệt chủng trong tự nhiên vào năm 2008 khi người dân địa phương đã cắt đứt dòng chảy của suối, làm thu hẹp khu vực sống của nó. Trước khi biến mất, Eberhard Fischer đã gửi một số mẫu giống đến Vườn bách thảo Bonn của Đức khi ông nhận thấy rằng chúng sẽ không còn tồn tại được lâu. Tuy hạt giống được lưu giữ tại các khu vườn, nhưng các nhà thực vật học vẫn không biết cách làm sao để chúng nảy mầm.
Các loài trong chi Nymphaea thường nảy mầm dưới nước sâu. Còn N. thermarum thì ngược lại, chúng cần CO2 để nảy mầm. Điều này đã được tìm ra bởi Carlos Magdalena tại Kew, sau khi ông gieo 20 hạt giống cuối cùng của mình. Bằng cách đặt những hạt giống và cây con trong chậu lấy đầy đất sét và nước, 8 trong số đó đã bắt đầu phát triển, và vào tháng 11 năm 2009, những bông hoa đầu tiên đã bắt đầu nở. Do sơ hở, một con chuột đã ăn một trong hai cây còn sống sót cuối cùng ở Đức. Magdalena nhận thấy rằng, N. thermarum rất dễ trồng và đã xếp chúng vào những cây trồng trong nhà.
Đáng tiếc, vào tháng 1 năm 2014, cây súng cuối cùng còn sót lại đã bị đánh cắp khỏi vườn bách thảo.